# Englewood, Florida
Englewood är en ort (CDP) i Charlotte County, och  Sarasota County, i delstaten Florida, USA. Enligt United States Census Bureau har orten en folkmängd på 14 863 invånare (2010) och en landarea på 25,4 km².